# باخترمرغان
باخترمرغان از راستۀ باخترمرغ‌سانان (نام علمی: Hesperornithiformes) نام یک راسته از رده پرنده است.